# کلاه فریگی

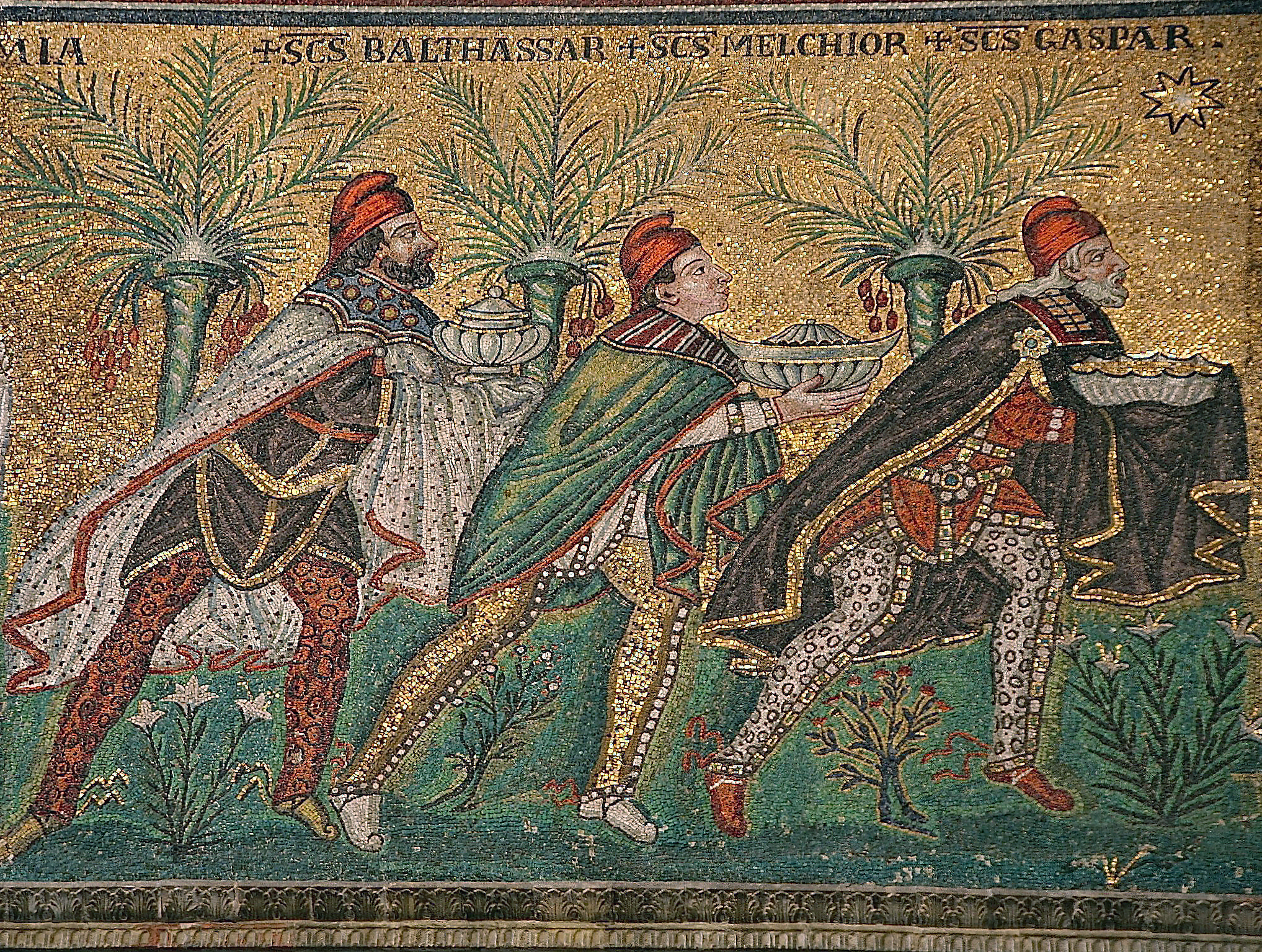
نگاره بیزانسی سه مغ زرتشتی با کلاه فریژی

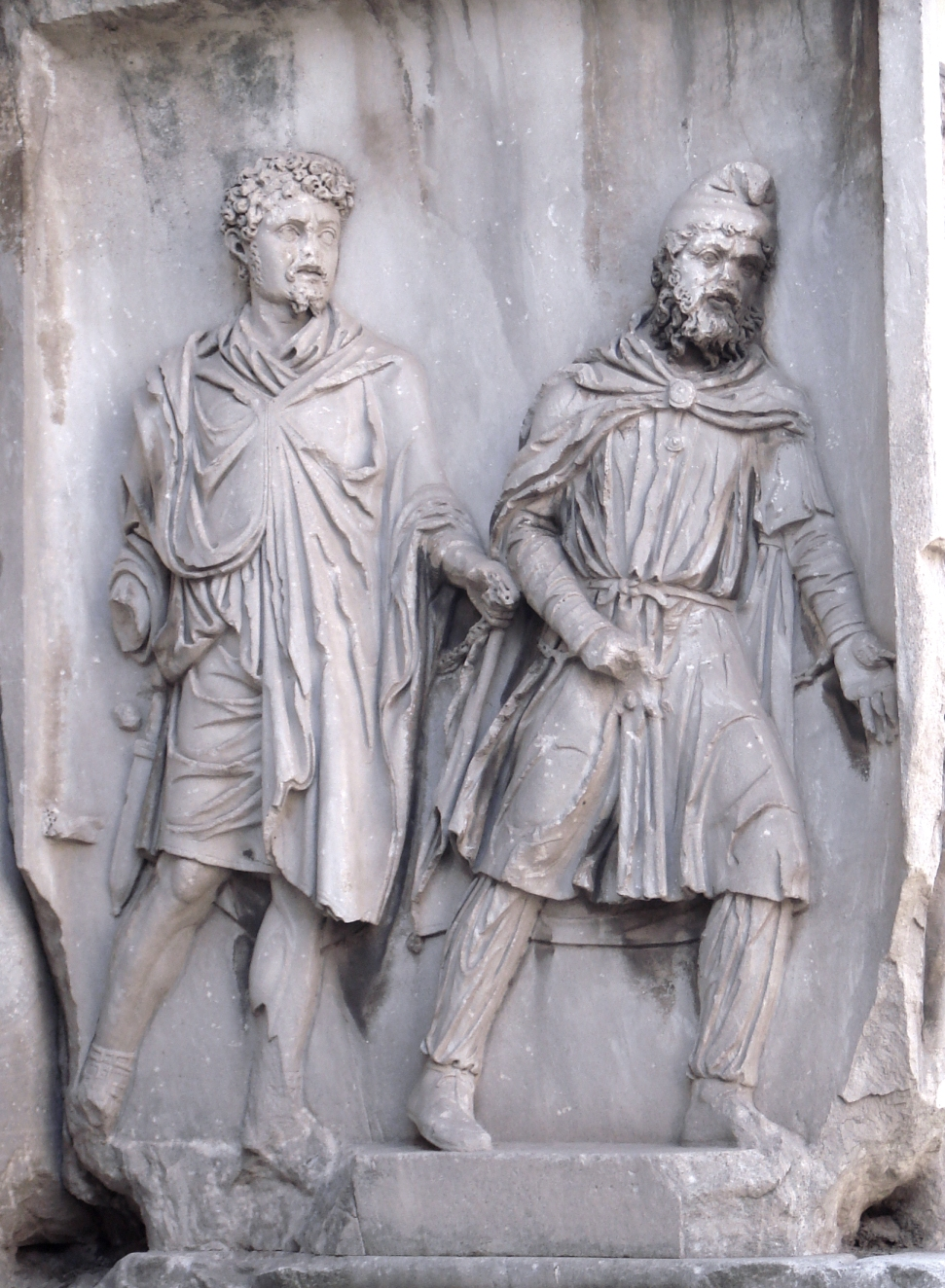
یک اشکانی (سمت راست) با کلاه فریژی که به عنوان یک اسیر جنگی در زنجیر توسط یک رومی (سمت چپ) تصویر شده‌است. طاق سپتیمیوس سوروس، رم، ۲۰۳ میلادی

کلاه فریژی یا فریگی (‎/ˈfrɪdʒ(iː)ən/‎) یا کلاه آزادی یک کلاه مخروطی نرم با راس خمیده‌است که در دوران باستان با چندین قوم در اروپای شرقی و آناتولی، از جمله ایرانیان، مادها و سکاها، و همچنین در بالکان، داکیا، تراکیه و در فریجیا، جایی که این نام سرچشمه گرفته‌است مرتبط است. قدیمی‌ترین تصویر کلاه فریگی مربوط به تخت جمشید در ایران است.
اگرچه کلاه‌های فریژی در ابتدا به عنوان کلاه آزادی شناخته نمی‌شدند، اما ابتدا در انقلاب آمریکا و سپس در انقلاب فرانسه به معنای آزادی و جستجوی آزادی بودند، به‌ویژه به عنوان نماد ژاکوبنیسم که به آن کلاه ژاکوبن نیز گفته می‌شود. . کلاه اصلی آزادی، بر سر پیلئوس رومی بود، کلاه نمدی بردگان رهایی یافته روم باستان، که ویژه لیبرتاس، الهه رومی و نماد آزادی بود. در قرن شانزدهم، شمایل‌نگاری رومی آزادی در کتاب‌های نماد و کتاب‌های راهنمای سکه‌شناسی احیا شد، جایی که شکل لیبرتاس معمولاً با یک ستون نشان داده می‌شود. گسترده‌ترین استفاده از این کلاه به عنوان نماد آزادی در دو قرن اول پس از احیای شمایل نگاری رومی در هلند انجام شد، جایی که کلاه آزادی به شکل یک کلاه معاصر پذیرفته شد. در قرن هجدهم، کلاه سنتی آزادی به‌طور گسترده در چاپ‌های انگلیسی، و از سال ۱۷۸۹ نیز در چاپ‌های فرانسوی استفاده شد. در اوایل دهه ۱۷۹۰، به‌طور منظم به شکل امروزی استفاده می‌شد.
در نشان‌های جمهوری‌های خاص یا مؤسسات دولتی جمهوری در مکانی که در غیر این صورت از تاج استفاده می‌شد استفاده می‌شود؛ بنابراین به عنوان نماد حکومت جمهوری شناخته شد. تعدادی از شخصیت‌های ملی، به ویژه ماریان فرانسوی، معمولاً با کلاه فریجی به تصویر کشیده می‌شوند. دانشمندان به رابطه فرهنگی و تاریخی کلاه فریژی با کورخارها - کلاه ملی زنان مردم اینگوش - اشاره کردند. 

## در دوران باستان

### در دنیای ایران
آنچه که به عنوان کلاه فریجی نامیده شد، در اصل توسط چندین قوم ایرانی از جمله سکاها، مادها و پارس‌ها استفاده می‌شد. از گزارش یونانیان باستان چنین برمی‌آید که نوع ایرانی آن نرم بوده و به آن تاج می‌گفتند. یونانیان یک نوع آن را با همسایگان شرقی خود شناسایی کردند و آن را «کلاه فریگی» نامیدند، اگرچه در واقع تقریباً تمام اقوام ایرانی از کاپادوکیان (کاتپاتوکای پارسی باستان) در غرب تا ساکاها (اپرها) در شمال شرقی آن را می‌پوشیدند. این و انواع دیگر را می‌توان در نقش برجسته‌های تخت جمشید مشاهده کرد. به نظر می‌رسد که همه آنها از مواد نرم با لبه‌های بلند روی گوش‌ها و گردن ساخته شده‌اند، اما شکل بالای آن متفاوت است. اعضای طبقه بالای مادها تیارهای بلند و کاکلی می‌پوشیدند.

## کلاه فریگی در فرهنگ‌های مختلف
کلاه نوک برگشته را از دید همسایه آنان (یونانیان) نخست فریگی‌ها به‌سر می‌کردند و پوشیدن آن در زمان اشکانیان و دیگر ایرانیان شرقی مانند تراس‌ها نیز دیده شده‌است. ایزد ایرانی، میترا، که در امپراتوری روم نیز او را می‌پرستیدند، همیشه با کلاه فریگی ترسیم می‌شد. در نگاره‌های قدیمی‌تر، سه مغ که در انجیل به آن‌ها اشاره شده نیز کلاه فریگی بر سر دارند که می‌تواند نشانه این باشد که به باور نقاشان آن زمان این سه مغ از ایران آمده بودند.
در بیشتر تندیس‌هایی که از اشکانیان به جا مانده‌است، کلاه فریگی بر سر سربازان پارتی دیده می‌شود.
یونانیان باستان پوشیدن کلاه فریگی و شلوار را در ترسیم‌های خود به غیر یونانی‌ها (در ادبیات آن‌ها «بربرها») اختصاص می‌دادند و در نگاره‌ها همیشه مردم غیریونانی را با این کلاه و با شلوار رسم می‌کردند.
مقدونی‌ها (که یونانی‌ها به آن‌ها نیز «بربر» می‌گفتند) سنت پوشیدن کلاه فریژی را از مردم فریگیه به ارمغان گرفتند و در کشورگشایی‌های خود همراه اسکندر مقدونی، که تا باخترستان ادامه یافت، این کلاه را به‌سر داشتند.
. در سده‌های میانه کلاه فریگی بار دیگر در برخی مناطق رایج شد و نورمن‌ها و بیزانسی‌ها آن را به‌سر می‌کردند و این کلاه به‌ویژه از آنِ ساکسون‌ها و آنگلوساکسون‌ها دانسته می‌شد. دریانوردان ناپلی هم کلاه فریگی به‌سر می‌کردند.
در دورهٔ معاصر، در جریان جنگ استقلال آمریکا و انقلاب فرانسه ژاکوبنها کلاه فریگی را به عنوان نماد آزادی به‌سر کردند و تا امروز نیز نماد ملی فرانسه، یعنی ماریان، کلاه فریگی بر سر دارد. این کلاه، نماد این است که ملّت فرانسه که زمانی در بند رژیم فئودالی پادشاهی بود، از آن آزاد شده‌است.

## به عنوان نمادی از آزادی

### از فریگی تا سرپوش آزادی
در اواخر روم جمهوری‌خواه، کلاه نمدی نرمی به نام پیلئوس به عنوان نمادی از آزادگان (به عنوان مثال غیر بردگان) استفاده می‌شد و به صورت نمادین در زمان آزادسازی به بردگان داده می‌شد و بدین ترتیب نه تنها آزادی شخصی، بلکه آزادی به عنوان شهروند را نیز به آنها اعطا می‌کرد. با حق رای (در صورت مرد). پس از ترور ژولیوس سزار در سال ۴۴ قبل از میلاد، بروتوس و همدستانش این نمادگرایی پیلئوس را به معنای پایان دیکتاتوری سزار و بازگشت به نظام جمهوری (روم) به کار گرفتند.
این پیوندهای رومی پیلئوس با آزادی و جمهوری‌خواهی تا قرن هجدهم پیش رفت، تا زمانی که پیلئوس با کلاه فریجی اشتباه گرفته شد و سپس به نمادی از آن ارزش‌ها تبدیل شد.

## تصویر ها

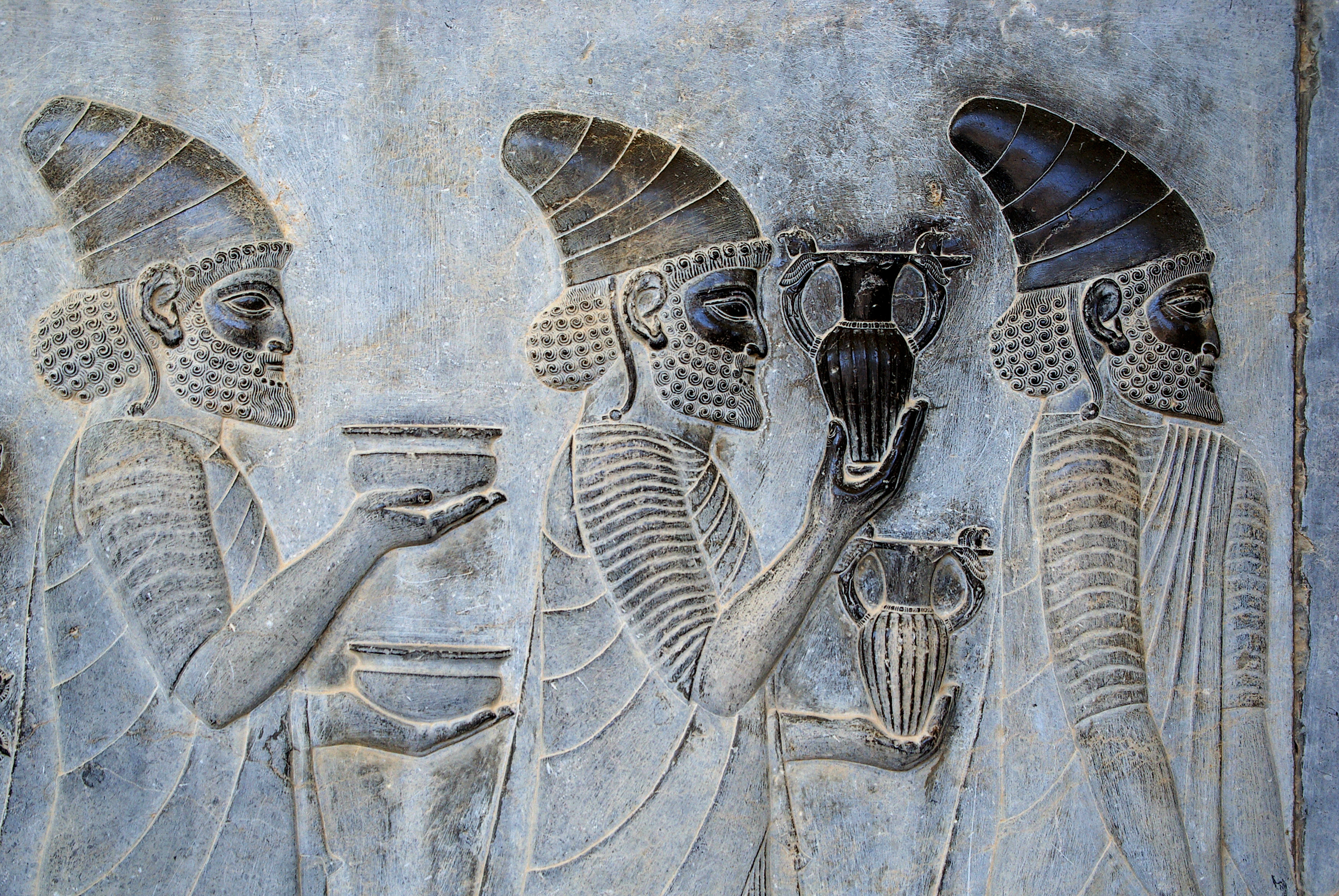
سنگ‌نگاره هدیه‌آوران لودیه‌ای که در حال حمل پیشکش‌های خود برای پادشاه هخامنشی هستند. این سنگ‌نگاره در یکی از پلکان‌های کاخ آپادانای تخت جمشید سنگ‌تراشی شده‌است.
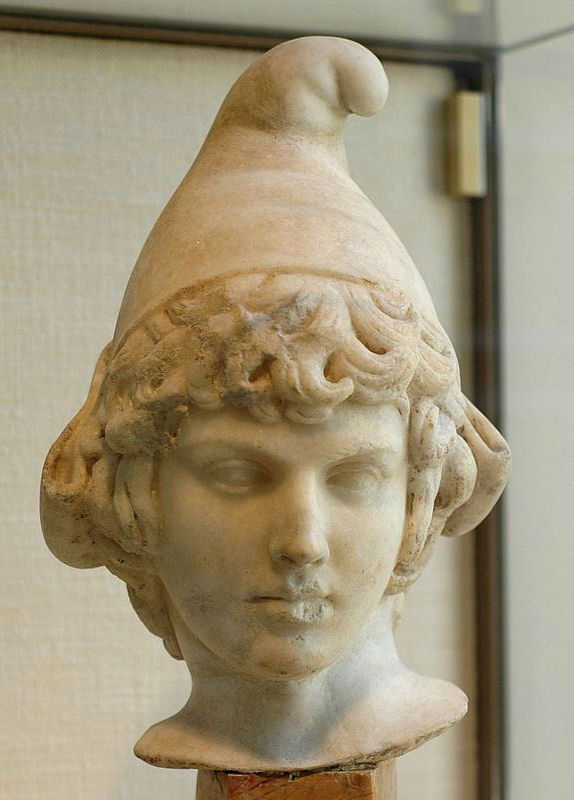
تندیس آتیس که کلاه فریژی بر سر دارد (مرمر پاریایی)، سده دوم میلادی.
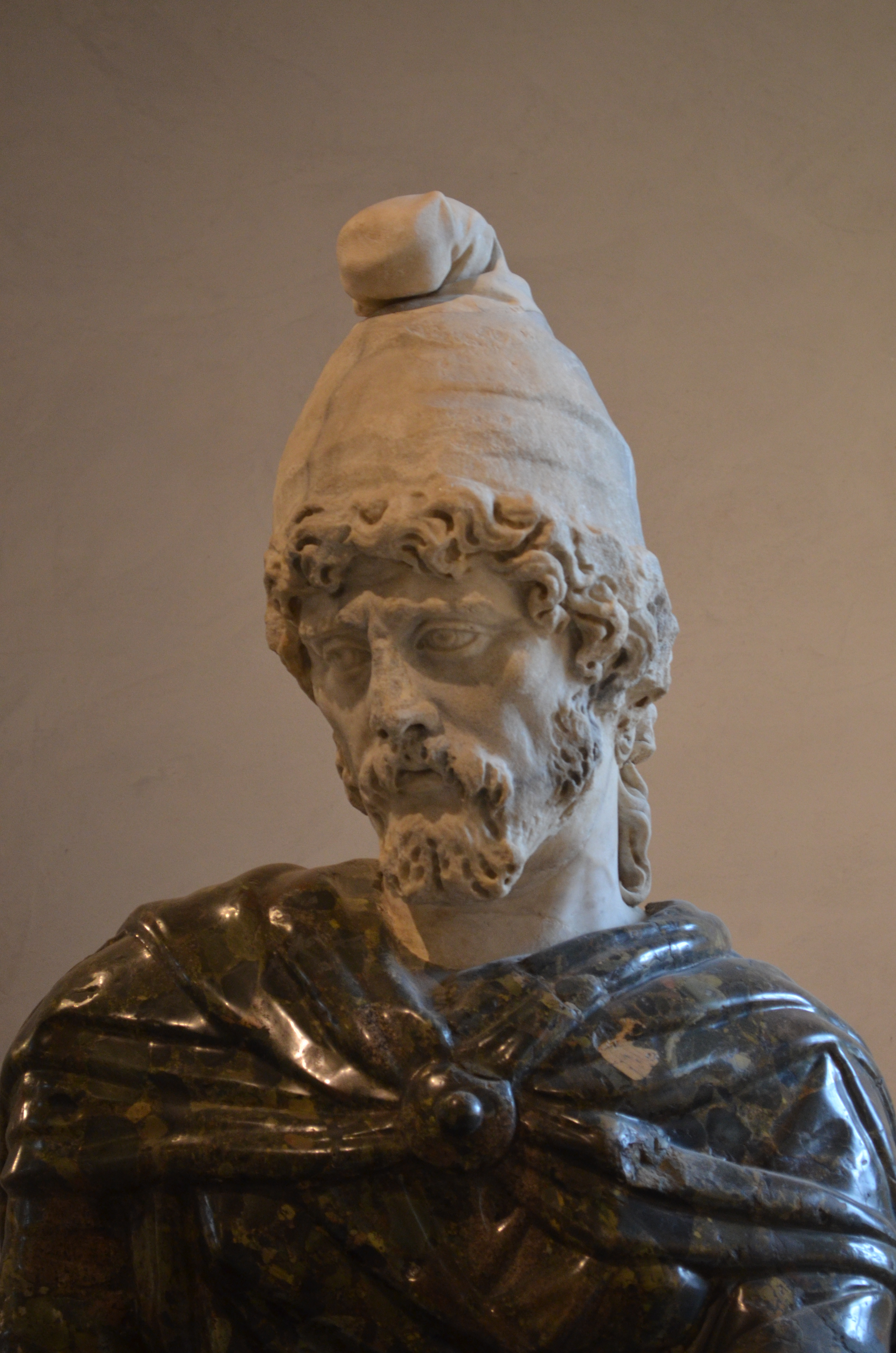
زندانی داکیایی با کلاه فریجی (مجسمه رومی از قرن دوم)
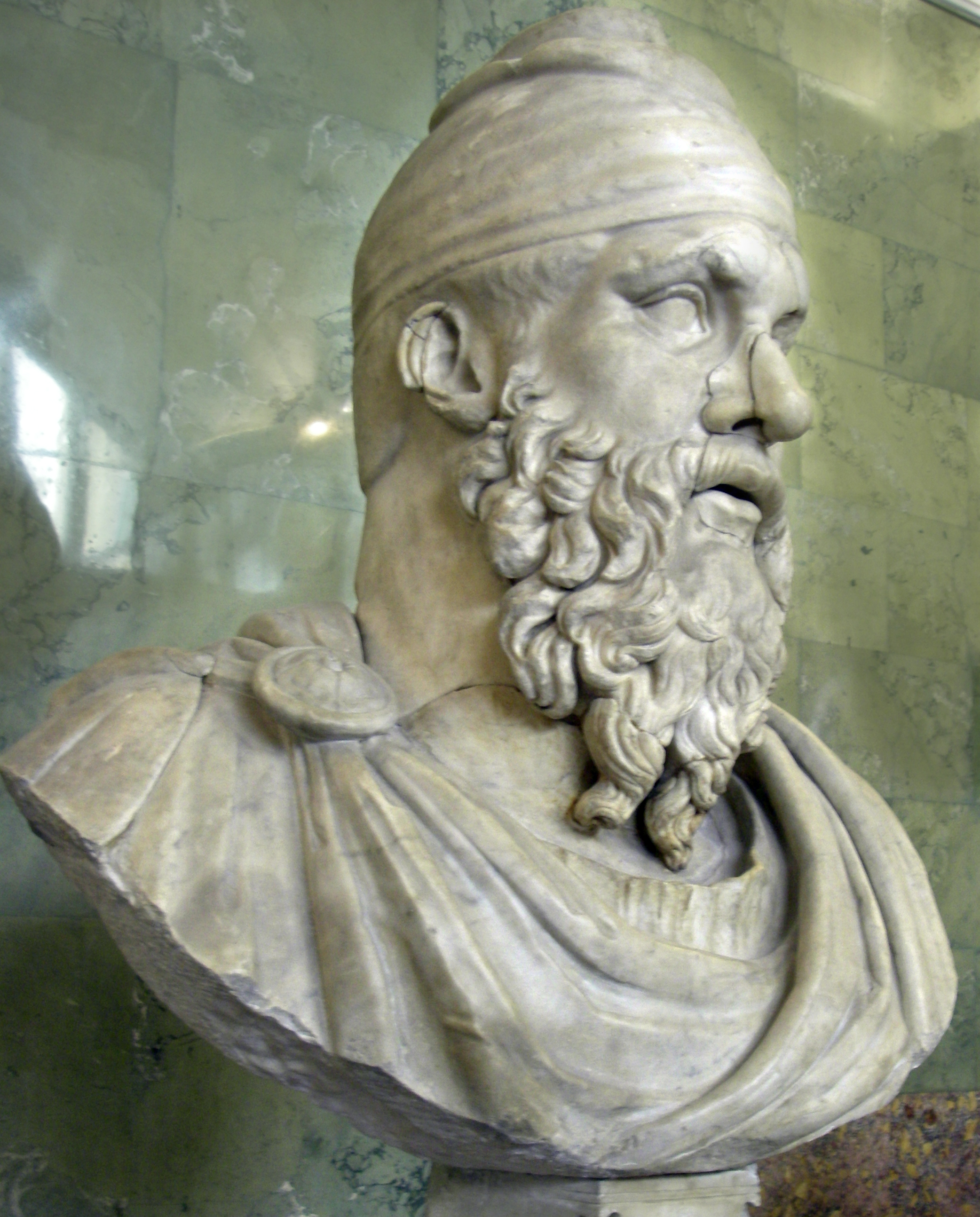
سردیس داسی از کارهای رومیان، موزه ارمیتاژ
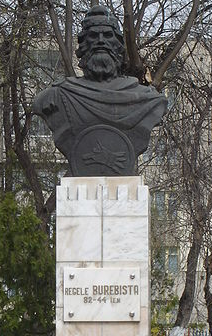
پادشاه داسیان، بوربیستا (به گویش لاتین)